# 北韓的自行車文化

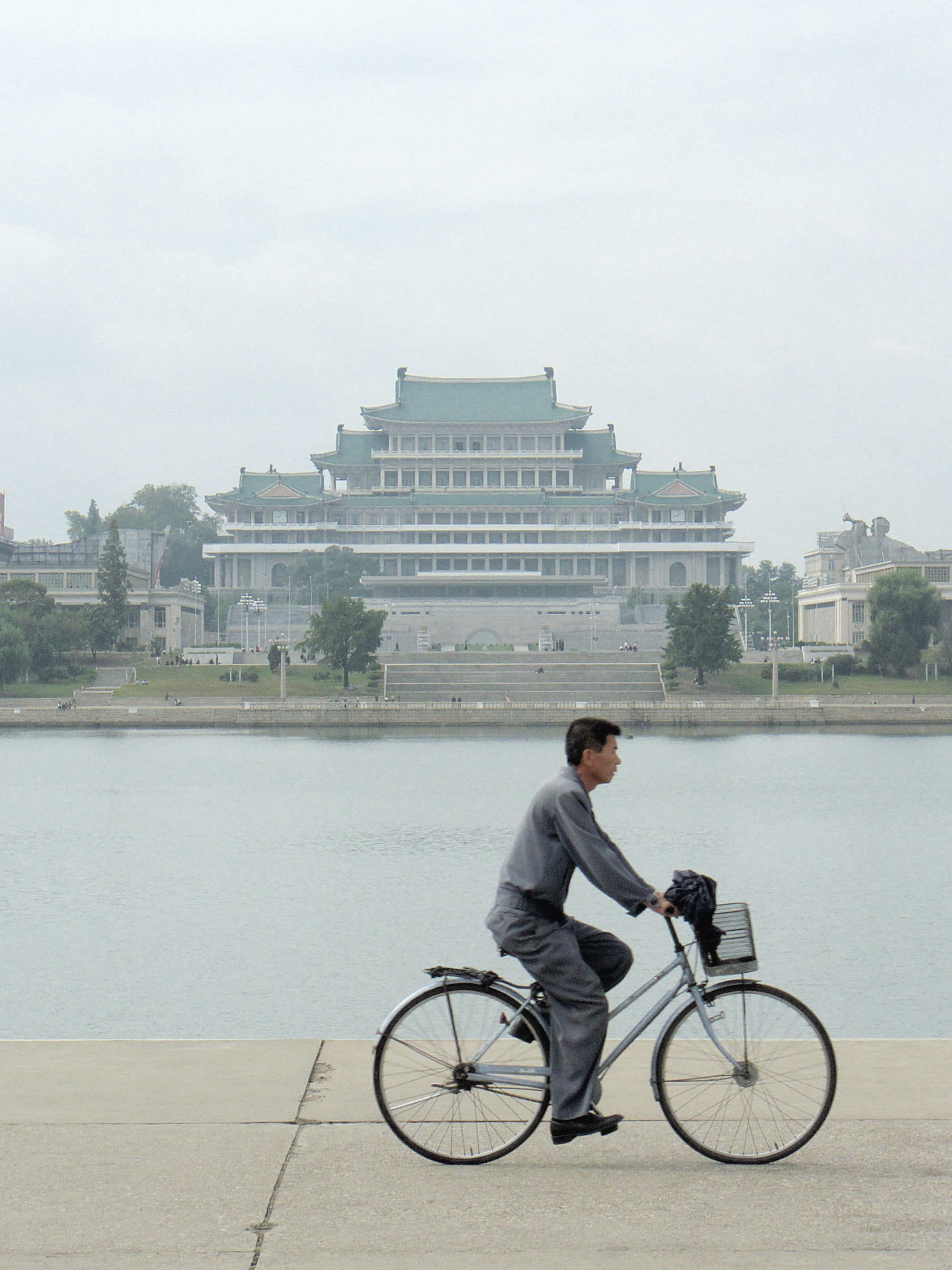
男子在平壤大同江岸骑自行车，攝於2008年

自1990年代北韓經濟轉型以来，自行車成為該國常見的交通方式。
該國首都及最大城市平壤在1992年時解除了長數十年的自行車禁令。學者安德烈·兰科夫稱，此後北韓自行車數量大幅上升，使用量也明顯增加。北韓自行車的價格依國際水準而言非常便宜，但仍讓部分民眾望之卻步。北韓國內有生產腳踏車，但二手的日本製自行車較受歡迎。
北韓禁止自行車行駛在一般道路，僅能騎在人行道上，導致行人有時會與自行車發生衝突。後平壤的自行車道、自行車停車場等自行车基础设施開始建設、發展。
自行車騎士須通過道路安全測試才能取得駕照，且自行車須登記並以標誌為證，相關規定在平壤以外的地方常被忽視。女性是否能騎自行車目前眾說紛紜，部分人士聲稱這是由金正日個人決定的。

## 自行车共享

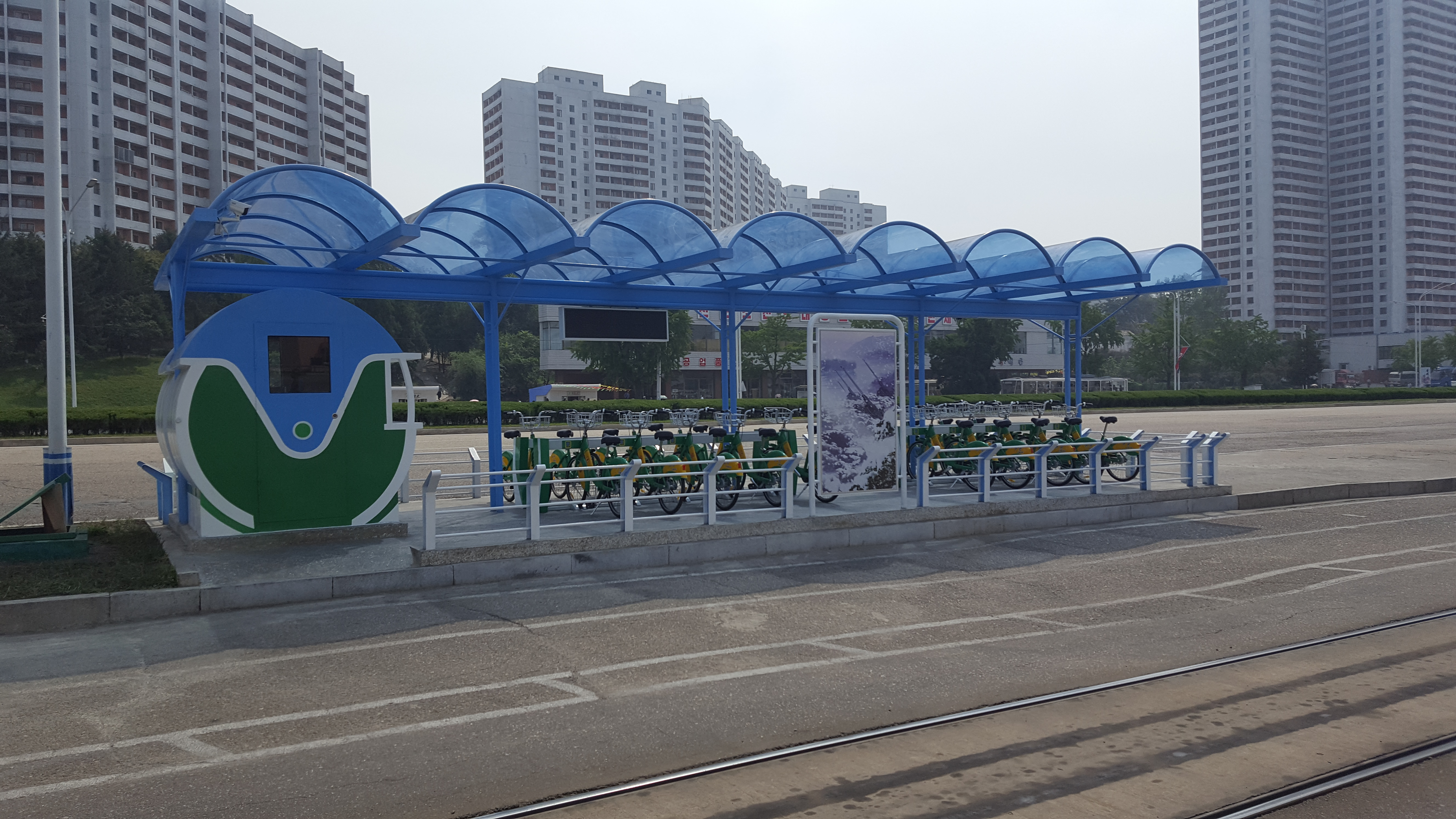
平壤自行车共享站点

2017年統一新聞報導，平壤推出名叫「黎明」（려명）的公共自行車系統。俄羅斯駐平壤大使館也分享了相關資訊並貼出照片。北韓官方媒體平壤時報刊登自行車站的照片，並稱租借系統由平壤自行车出租办公室（평양자전거임대관리소）监管。自行車由位於西城区域，與中華人民共和國合資的自行車公司生產。遊客可以在万景台区域光复街等地以每分鐘50朝鮮圓的價格租車。

## 另見
- 朝鲜交通